# دراختن
دراختن (Drachten) شهری است در شمال هلند. دراختن با شهرهای بزرگ لیوواردن، هیرنفین و خرونینگن همسایه است.
این شهر تقریباً چهارمین شهر بزرگ در استان فریسلاند است. همچنین در این استان 
مردم به زبان فریسی صحبت می‌کنند. البته زبان رسمی هلند زبان هلندی است.

## نگارخانه

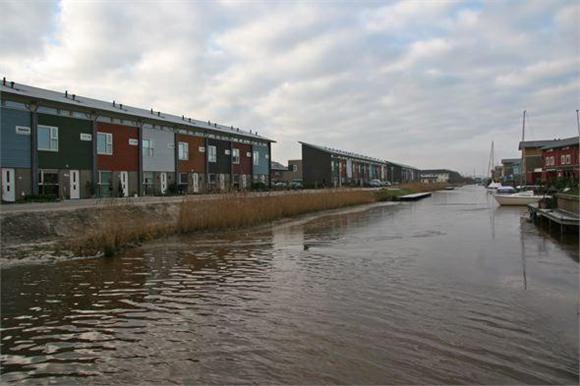
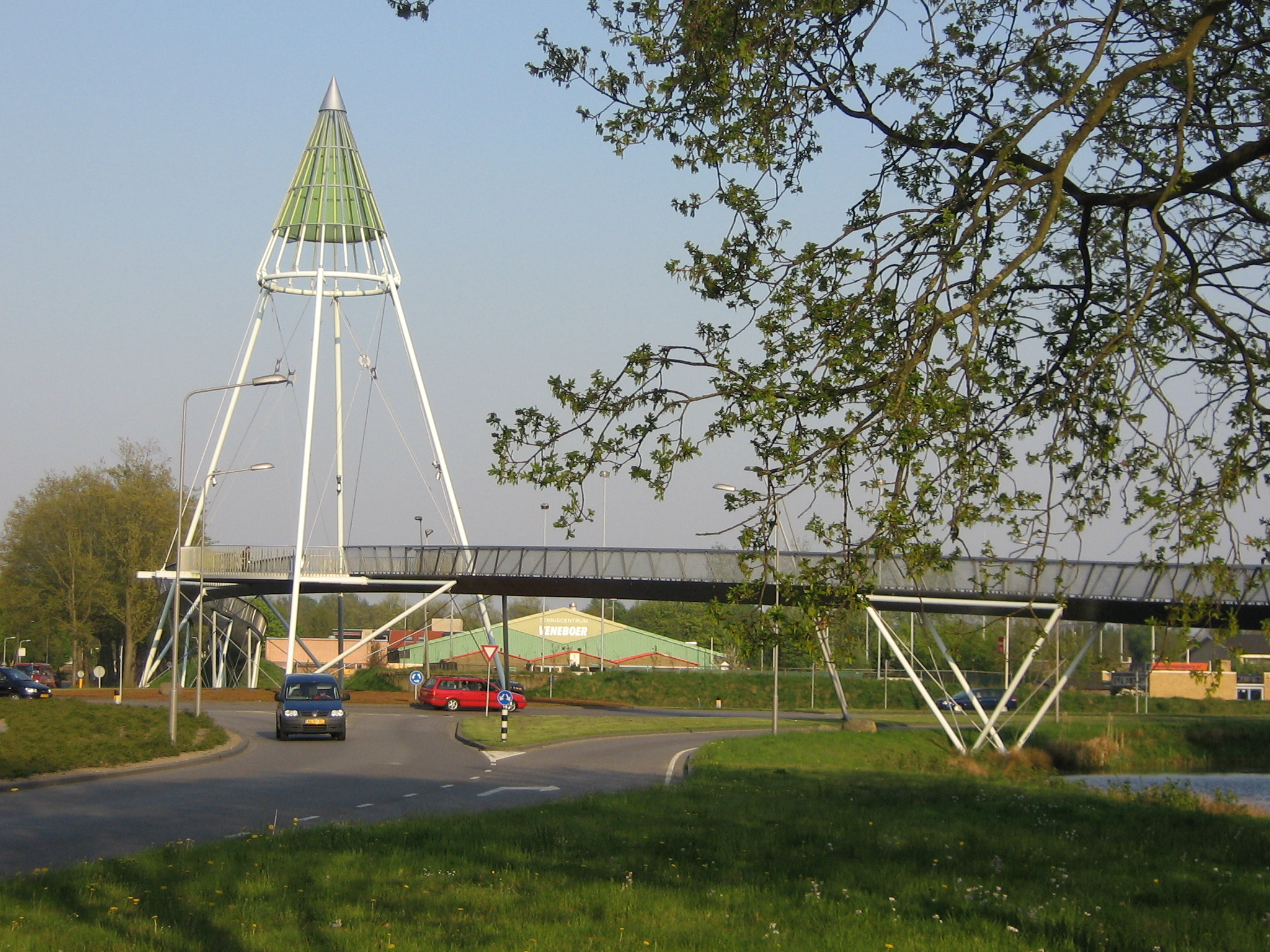
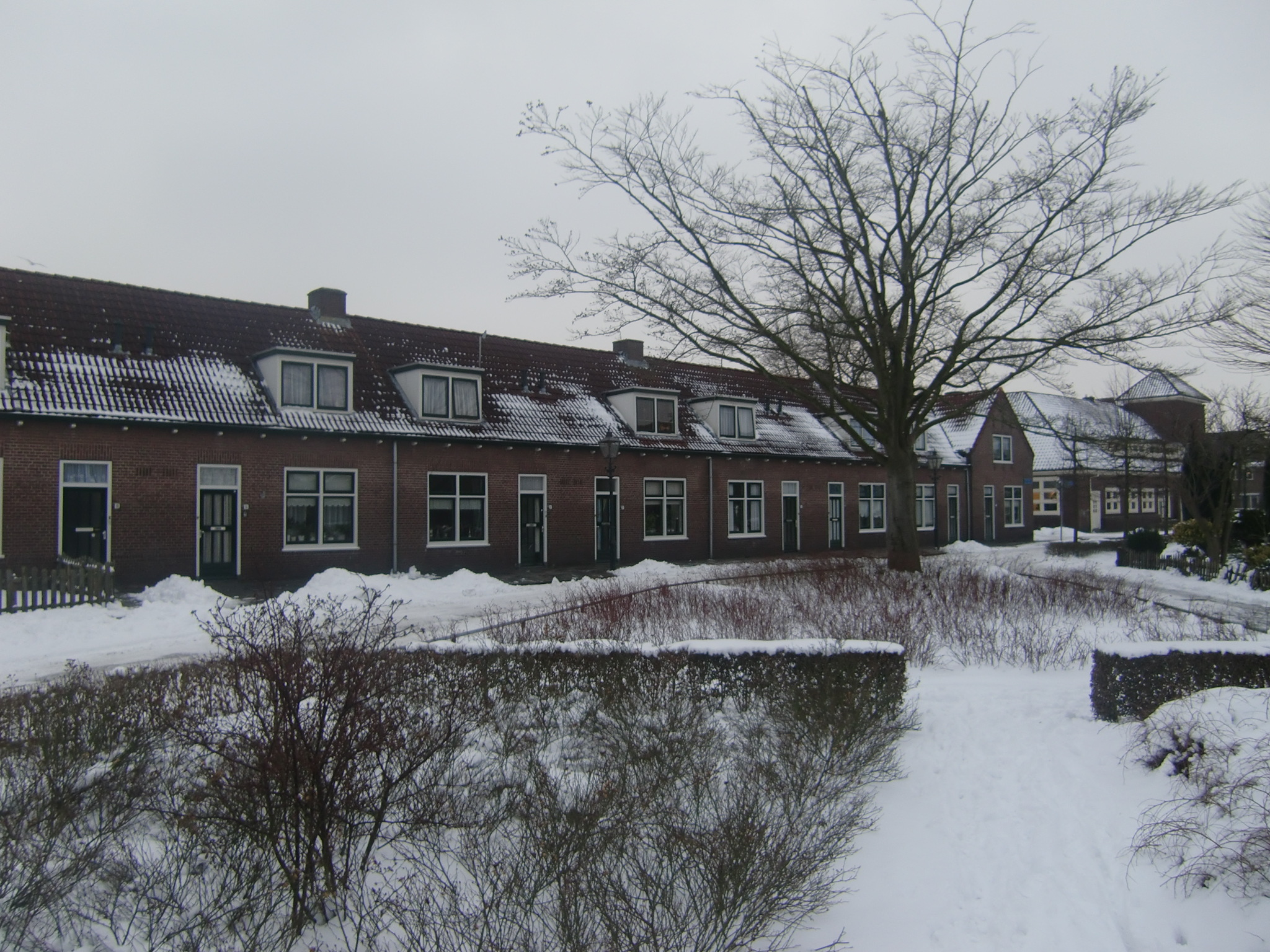
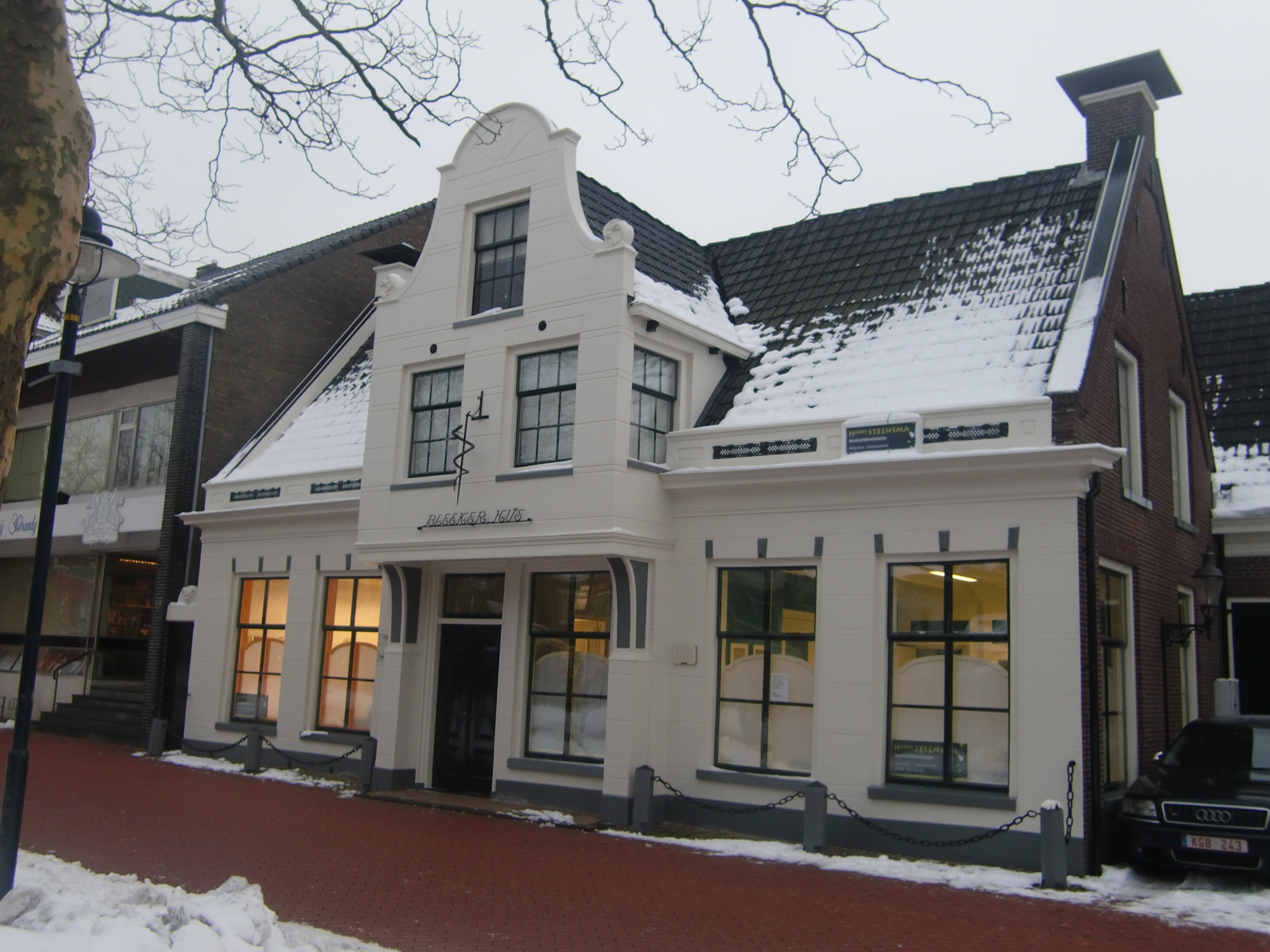
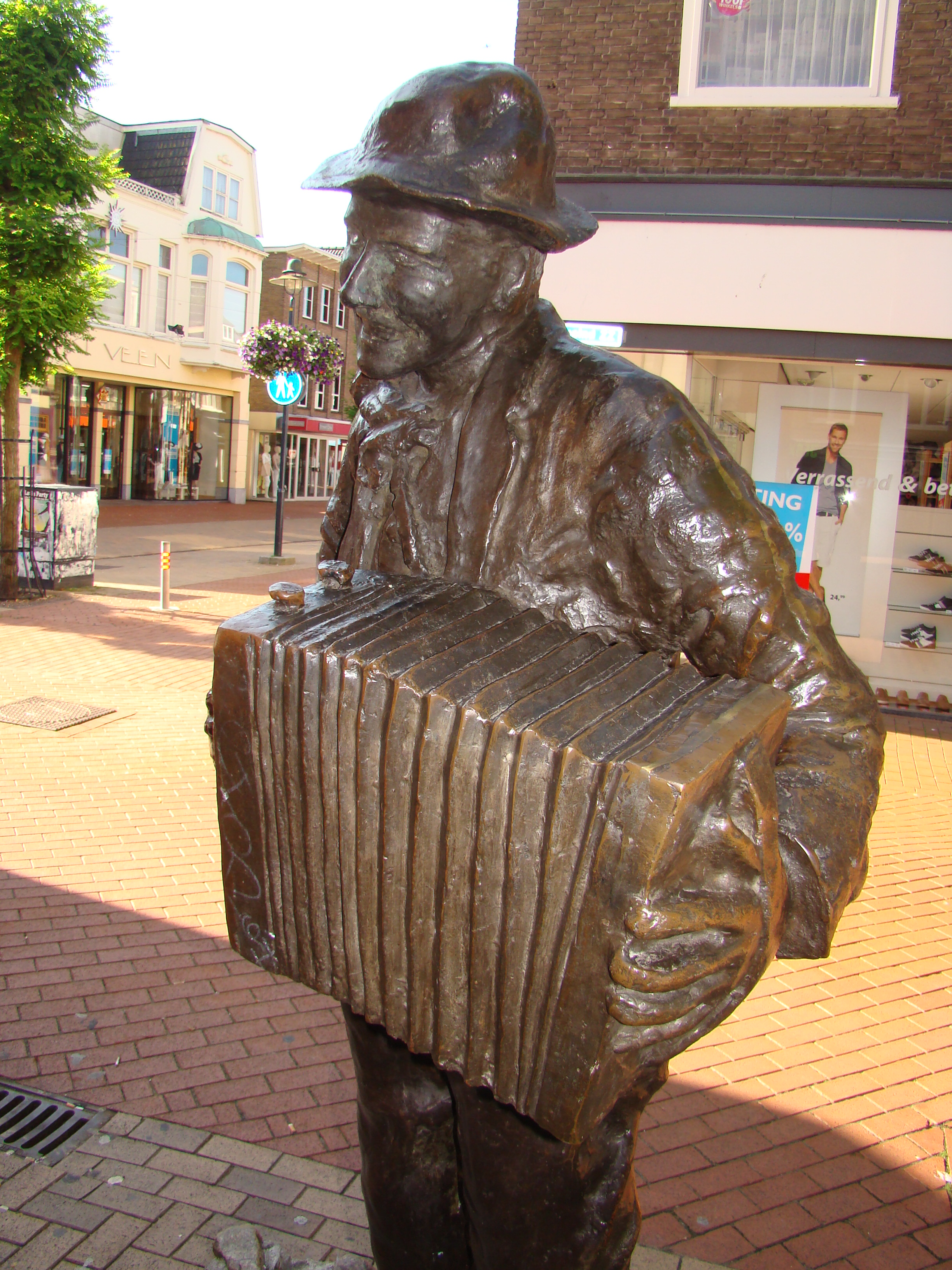